# Lavendelstræde

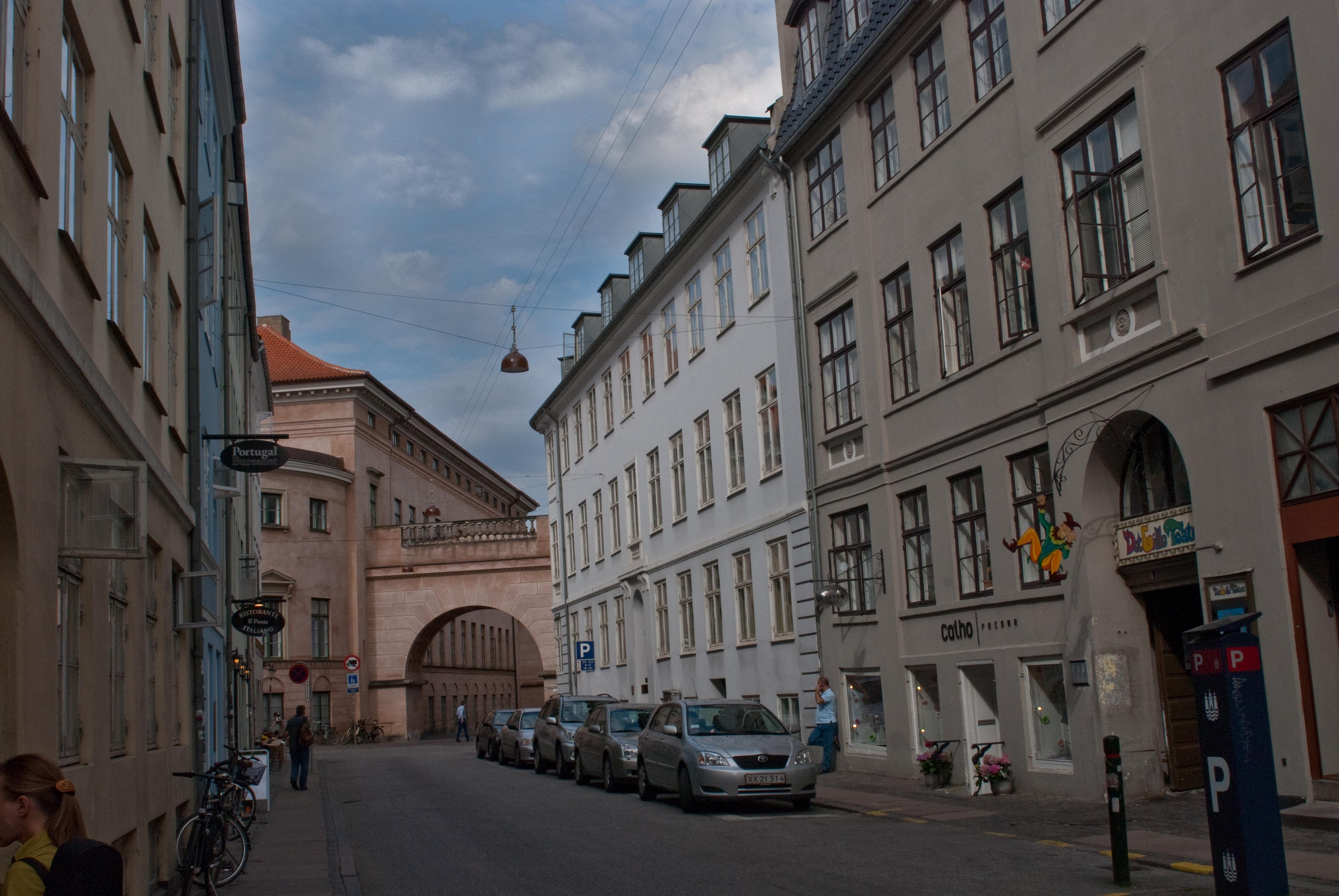
Östra delen av Lavendelstræde med den västra bron över Slutterigade och Domhusets baksida i fonden.

Lavendelstræde är en knappt 120 meter lång gata i Indre By i Köpenhamn i Danmark. Gatan löper mellan Rådhusplatsen och Domhuset. 

## Historik
Lavendelstræde anlades redan på medeltiden, men fick sitt nuvarande namn först 1609. Under första hälften av 1400-talet var gatan känd under Lasse Vinders Stræde efter rådmannen Lauritz Vinnere. Namnet, efter lavendel, har gatan sannolikt fått efter de trädgårdar som låg vid gatan närmast den västra stadsvallen, Vester Vold.
Efter rivningen av den västra stadsvallen från 1872 förlängdes gatan något västerut. Fram till 1887 låg Luciemøllen, också benämnd Lavendelstrædes Mölle, på Gyldenløves Bastion vid gatans västra ände. Den flyttades då till Kongens Enghave, och bastionen revs.

## Boende vid gatan
Constanze Mozart, som var änka efter Wolfgang Mozart, bodde 1812–1820 i Lavendelstræde 1, ett hörnhus mot Hestemøllestræde. Hon var gift med den danske diplomaten Georg Nicolaus Nissen, som det 1806 uppförda huset och flyttade in i hörnvåningen en trappa upp. Paret hade gift sig i Wien 1809 och flyttat till Köpenhamn 1810. 

## Bilder

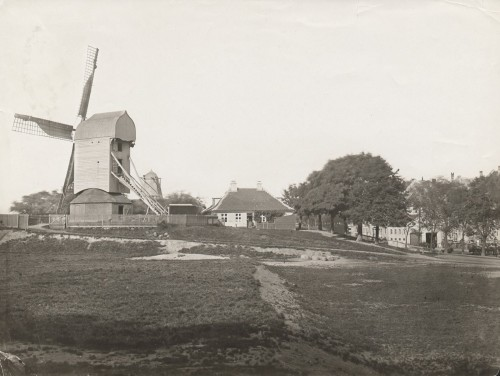
Luciemølle på Gyldenløves Bastion 1875.
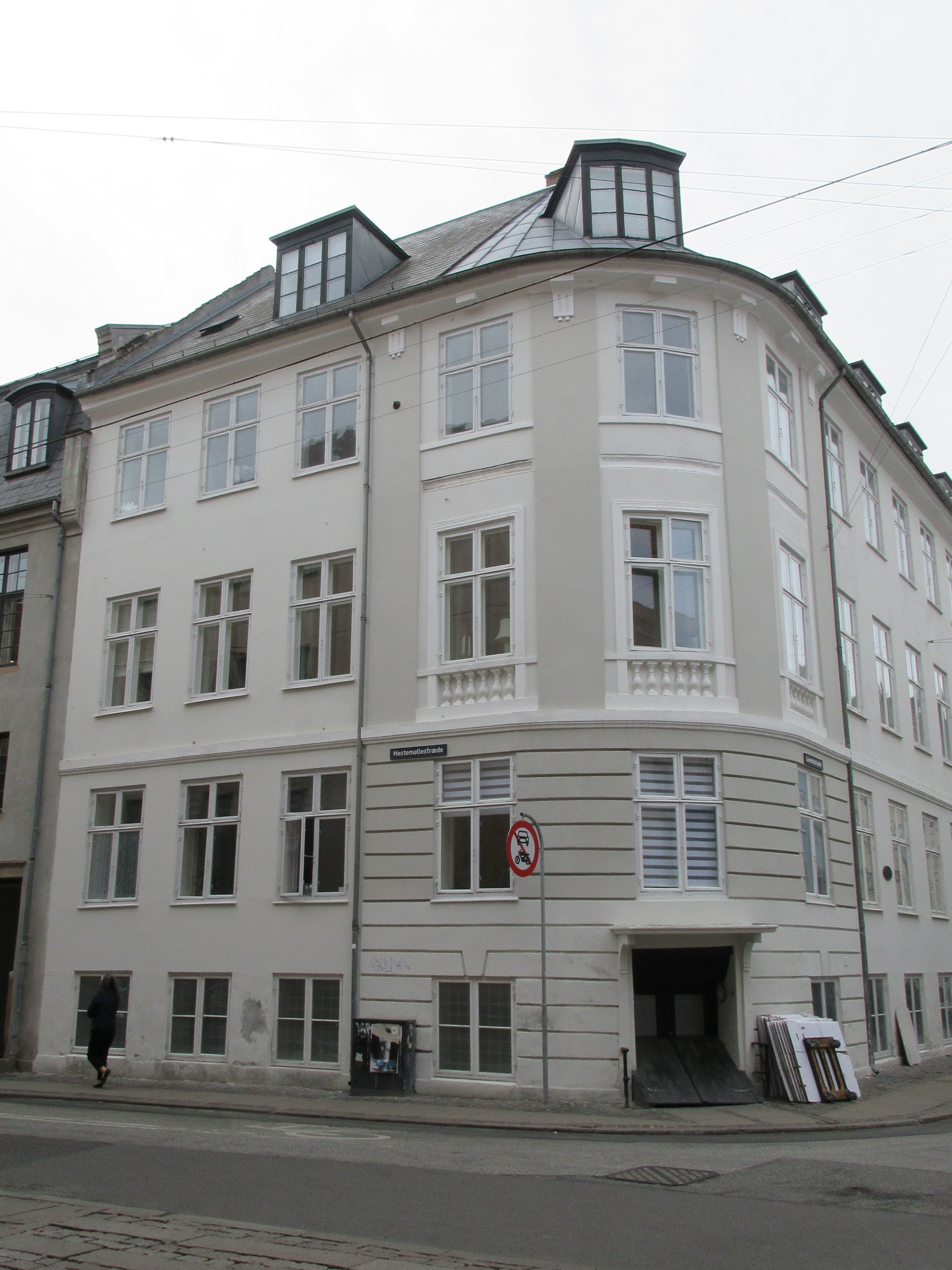
Lavendelstræde 1, hörnet av Lavendelstræde och Hestemøllestræde.